# پرویز معین
پرویز معین (زاده اول آبان ۱۳۳۱  ولندان از توابع شهرستان شهرضا) عضو هیئت علمی مهندسی مکانیک دانشگاه استنفورد آمریکا است. وی تا کنون برنده جایزه علمی ناسا و جایزه مؤسسه انستیتو آمریکایی هوانوردی و فضانوردی شده است. همچنین در سال ۱۹۹۶ موفق به دریافت جایزه دینامیک سیالات شد.

## زندگینامه
پرویز معین در سال ۱۳۳۱ در ولندان از توابع شهرستان شهرضا به دنیا آمد و در حال حاضر ساکن ایالت کالیفرنیا در آمریکا است. وی دوره کارشناسی مهندسی مکانیک خود را در سال ۱۹۷۴ میلادی در دانشگاه مینِسوتا پشت سر گذاشت و در سال ۱۹۷۵ مدرک کارشناسی ارشد مکانیک سیالات را از دانشگاه استنفورد اخذ نمود. سپس به طور هم‌زمان کارشناسی ارشد رشته ریاضی و دکترای مکانیک را در سال ۱۹۷۸ میلادی به پایان رساند. وی در سال ۱۹۸۱ به تابعیت آمریکا درآمد.

معین یکی از پیشگامان استفاده از روش‌های عددی شبیه‌سازی عددی مستقیم و شبیه‌سازی گردابه‌های بزرگ در جریان‌های آشفته در امواج شوک است.